# 9222 Chubey
A 9222 Chubey (ideiglenes jelöléssel 1995 YM) a Naprendszer kisbolygóövében található aszteroida. Kobajasi Takao fedezte fel 1995. december 19-én.